# Comuna Frumușica-Veche, Sărata
Frumușica-Veche (în ucraineană Старосілля, transliterat: Starosillea) este o comună în raionul Sărata, regiunea Odesa, Ucraina, formată din satele Frumușica-Veche (reședința) și Semîsotka.

## Demografie
Componența lingvistică a comunei Frumușica-Veche
     Română (96,96%)
     Rusă (1,52%)
     Alte limbi (1,45%)
Conform recensământului din 2001, majoritatea populației comunei Frumușica-Veche era vorbitoare de română (96,96%), existând în minoritate și vorbitori de rusă (1,52%).